# Microhyla achatina
Espèce
Synonymes
- Diplopelma disciferum Peters, 1867

Statut de conservation UICN

 LC  : Préoccupation mineure
Microhyla achatina est une espèce d'amphibiens de la famille des Microhylidae.

## Répartition
Cette espèce est endémique d'Indonésie. Elle se rencontre en dessous de 1 600 m d'altitude dans les îles de Java et de Bali.

## Description

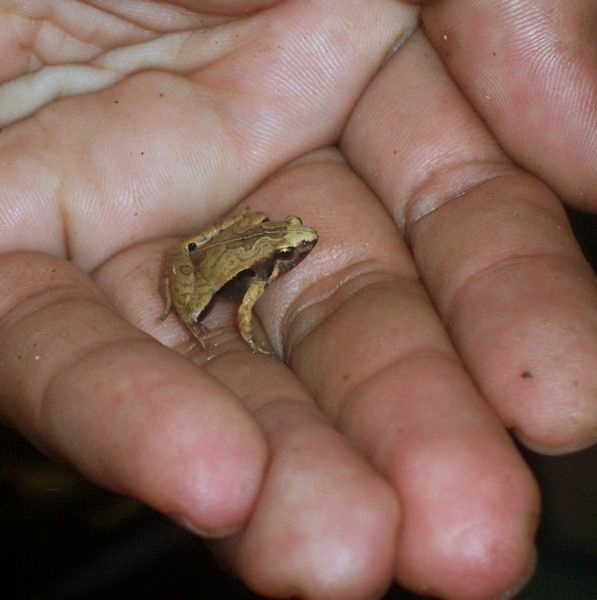
leftMicrohyla achatina

Microhyla achatina mesure jusqu'à 20 mm pour les mâles et jusqu'à 25 mm pour les femelles. Son dos est brun jaunâtre avec des marques sombres sur les côtés. Certains individus présentent une ligne vertébrale.
Les têtards ont une large queue rayée de noir et se terminant en pointe effilée. Ils ont la particularité d'avoir une lèvre inférieure pouvant s'allonger, ce qui leur permet de s'alimenter à la surface de l'eau.

## Publication originale
- Tschudi, 1838 : Classification der Batrachier, mit Berucksichtigung der fossilen Thiere dieser Abtheilung der Reptilien, p. 1-99 (texte intégral).